# Dreta cristiana
La dreta cristiana o dreta religiosa és un terme usat principalment als Estats Units per a etiquetar les faccions polítiques cristianes conservadores que es caracteritzen pel seu fort suport a les polítiques socialment conservadores. Els conservadors cristians busquen principalment d'aplicar la seva comprensió de les ensenyances del cristianisme a la política i a les polítiques públiques proclamant el valor d'aquestes ensenyances o cercant utilitzar-les per a influir en les lleis i les polítiques públiques.
Als Estats Units, la dreta cristiana és una coalició informal formada prop d'un nucli de protestants evangèlics i catòlics romans. La dreta cristiana obté suport addicional dels protestants, jueus i mormons de la línia principal conservadora. El moviment va tenir les seves arrels en la política dels Estats Units que es remunta a la dècada de 1940 i que ha estat especialment influent des de la dècada de 1970. Parcialment, té el suport en l'activisme de base, així com a l'enfocament en qüestions socials i en la capacitat de motivar l'electorat al voltant d'aquests temes. La dreta cristiana és notable avui dia per promoure posicions socials conservadores en temes com ara l'oració escolar, el disseny intel·ligent, la investigació amb cèl·lules mare embrionàries, l'homosexualitat, l'anticoncepció, l'avortament, i la pornografia.] Encara que el terme «dret cristià» s'associa més comunament amb la política als Estats Units, grups conservadors cristians similars es poden trobar en les cultures polítiques d'altres nacions de majoria cristiana.

## Terminologia
La dreta cristiana és «també coneguda com la New Christian Right (NCR) o el Religious Right», encara que alguns consideren que el dret religiós és «una categoria lleugerament més àmplia que la dreta cristiana».
John C. Green, del Pew Forum on Religion and Public Life, afirma que Jerry Falwell va usar l'etiqueta de «dret religiós» per descriure's a ell mateix. Gary Schneeberger, vicepresident de mitjans i relacions públiques de Focus on the Family, afirma que «termes com 'dret religiós' s'han utilitzat tradicionalment d'una manera pejorativa per suggerir l'extremisme. La frase 'evangèlics socialment conservadors' no és gaire emocionant, però aquesta és la forma de fer-ho».
Els líders evangèlics com Tony Perkins del Family Research Council han cridat l'atenció sobre el problema d'igualar el terme dret cristià amb els evangèlics. Encara que els evangèlics constitueixen la base principal de la dreta cristiana, no tots s'ajusten a la descripció. El problema de la descripció es complica encara més pel fet que els conservadors religiosos poden referir-se a altres grups. Els mennonites i els amish que són teològicament conservadors, tanmateix, no hi ha organitzacions obertament polítiques associades amb aquestes denominacions.

## Història

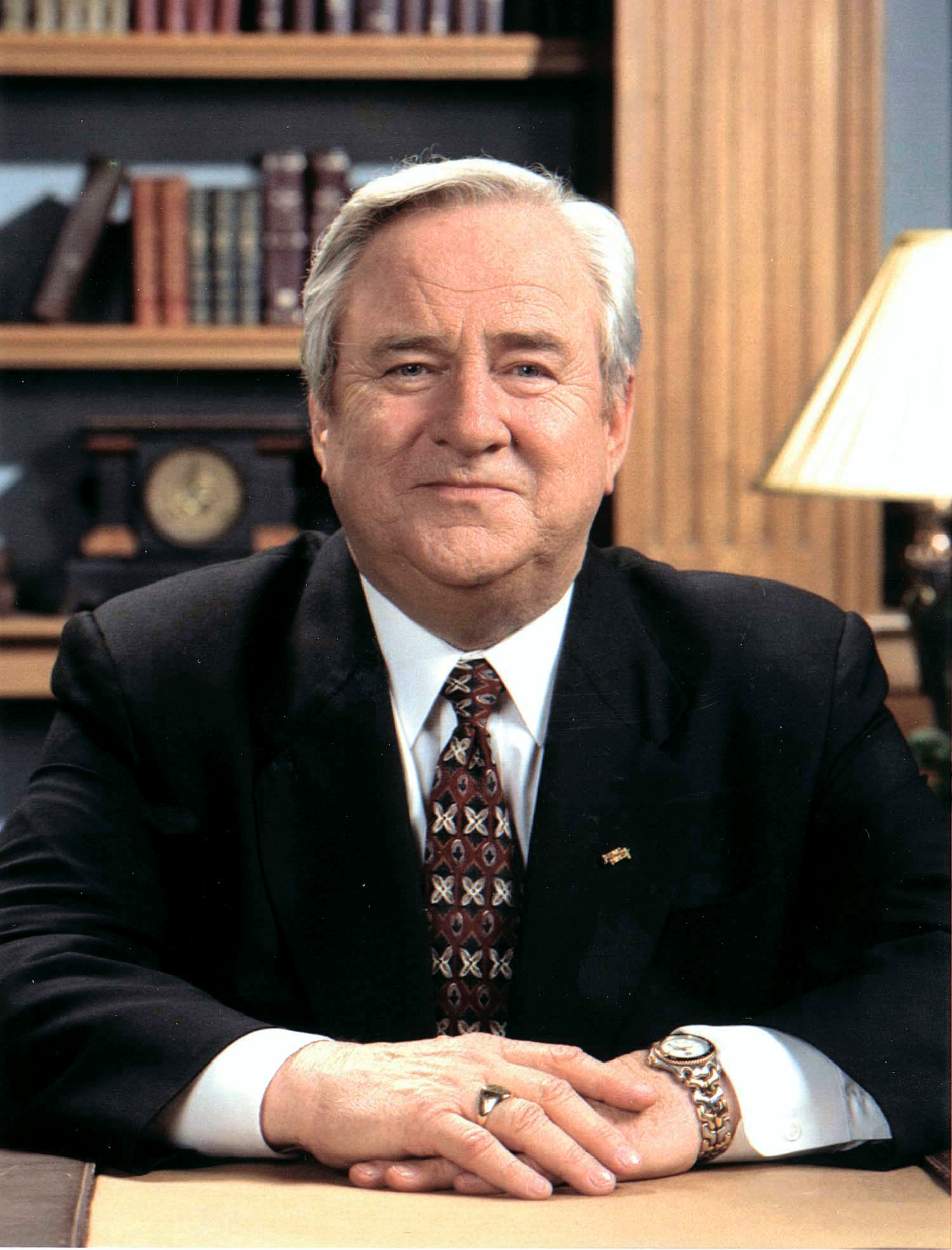
Jerry Falwell, la fundació del qual de la majoria moral va ser un pas clau en la formació de la «Nova Dreta Cristiana».

Patricia Miller afirma que «l'aliança entre els líders evangèlics i els bisbes catòlics ha estat una pedra angular de la dreta cristiana duradora quasi vint anys». Des de fins de la dècada de 1970, la dreta cristiana ha estat una força notable tant en el partit republicà com a la política dels Estats Units quan el pastor baptista Jerry Falwell i d'altres líders cristians van començar a instar als cristians conservadors a involucrar-se en el procés polític. En resposta a l'augment de la dreta cristiana, la plataforma del Partit Republicà de 1980 va assumir algunes de les seves posicions, incloent l'eliminació del suport a l'Esmena d'Igualtat de Drets i l'addició de suport per a la restauració de l'oració escolar. Les últimes dues dècades han estat un moment important en els debats polítics i, al mateix temps, els ciutadans religiosos es van tornar més actius políticament en un període denominat «Nova Dreta Cristiana». Si bé la plataforma també es va oposar l'avortament, i es va inclinar per restringir els fons del contribuent per a avortaments i aprovar una esmena constitucional que restauraria la protecció del dret a la vida dels nens per néixer, també va acceptar que molts nord-americans, inclosos els seus col·legues republicans, estaven dividits sobre el tema.
Encara que la influència de la dreta cristiana en general es remunta a les eleccions presidencials de 1980, Daniel K. Williams argumenta en el propi Partit de Déu que realment havia estat involucrat en la política durant la major part del segle xx. També assenyala que la dreta cristiana havia estat anteriorment en aliança amb el Partit Republicà en la dècada de 1940 a 1960 en qüestions com l'oposició al comunisme i la defensa d'«un ordre moral basat en els protestants».
A les eleccions de 1960, catòlics i evangèlics van treballar cara a cara, ja que els evangèlics van mobilitzar les seves forces per derrotar els catòlics Al Smith el 1928 i John F. Kennedy el 1960. La secularització va arribar a ésser vista pels protestants com la més gran amenaça per als valors cristians, tanmateix, en la dècada de 1980 bisbes catòlics i evangèlics havien començat a treballar plegats en temes com l'avortament.
L'alienació dels Demòcrates del Sud del Partit Demòcrata va contribuir a l'augment del dret, ja que la contracultura de la dècada de 1960 va provocar la temor a la desintegració social. A més a més, a mesura que el Partit Demòcrata s'identificava amb una posició pro avortista sobre l'avortament i amb valors socials no tradicionals, els conservadors socials es van unir al Partit Republicà en un nombre cada vegada més gran.
Al 1976, el president dels Estats Units Jimmy Carter va rebre el suport del dret cristià en gran part a causa de la seva aclamada conversió religiosa. Tanmateix, la transformació espiritual de Carter no va compensar les seves polítiques liberals en les ments dels conservadors cristians, com es reflecteix en la crítica de Jerry Falwell de que "els nord-americans literalment s'han mantingut al marge i han vist líders despietats i impius portar la nostra nació al caire de la mort.»

## Capacitat d'organitzar
La dreta cristiana contemporània va organitzar en reacció una sèrie de decisions del Tribunal Suprem dels Estats Units, en particular la Universitat Bob Jones v. Simon i la Universitat Bob Jones contra els Estats Units, que van desafiar l'exempció d'impostos de les escoles que discriminaven als negres. També s'ha involucrat en batalles per pornografia, obscenitat, avortament, oració autoritzada per l'estat en escoles públiques, contingut de llibres de text (sobre creacionisme), homosexualitat i educació sexual. Durant molt de temps es va creure que la decisió de la Cort Suprema de fer de l'avortament un dret protegit per la Constitució el 1973, «cas Roe contra Wade», va ser la força impulsora darrere l'ascens del New Christian Right Movement's en la dècada de 1970. Malgrat les grans campanyes de base organitzades pel moviment per protestar per la decisió Roe, els comentaris d'alts càrrecs, inclòs el cap del moviment, Paul Weyrich, van suggerir que l'ascens del New Christian Right Movement's no es va centrar en el tema avortament, sinó més aviat la negativa de la Universitat Bob Jones a complir amb la decisió Green v. Connally de 1971 de la Cort Suprema que va permetre que el Servei de Rendes Internes (IRS) recaptés impostos de les escoles religioses privades que violaven les lleis federals.

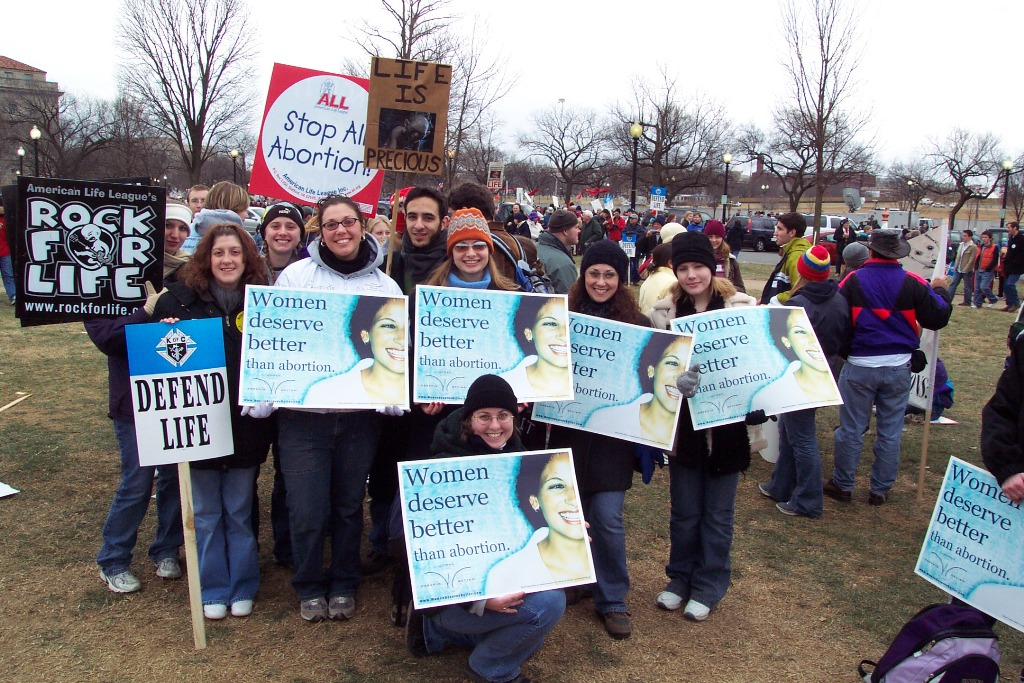
Manifestants en la Marxa per la Vida 2004 a Washington DC.

A Thy Kingdom Come, l'historiador Randall Balmer va relatar els comentaris que Weyrich va fer e] una conferència patrocinada per una organització del Dret religiós, a qui van assistir a Washington el 1990:
| « | Al transcurs d'una de les sessions, Weyrich va tractar de posar el punt i final als seus germans de la dreta religiosa —cap dona va assistir a la conferència, segons recordo. Recordem, va dir animat, que la dreta religiosa no es va unir en resposta a la decisió de Roe. No, va insistir Weyrich, el que ens va impulsar com a moviment polític va ser l'intent per part del Servei de Rendes Internes (IRS) de rescindir l'estatus d'exempció d'impostos de la Universitat Bob Jones a causa de les seves polítiques racialment discriminatòries. | » |

La Universitat Bob Jones, una universitat protestant privada i no confessional situada] a Greenville, Carolina del Sud, va tenir polítiques que rebutjaven la inscripció d'estudiants negres fins a 1971, va admetre tan sol a negres casats de 1971 a 1975, i va prohibir cites inter racials i matrimoni entre 1975 i 2000. En el cas de la Universitat Bob Jones contra el cas Simon de 1974, la Cort Suprema dels Estats Units va reforçar la decisió Verda i va dictaminar que l'IRS podria penalitzar a la Universitat per imposar polítiques de segregació. A l'any següent, l'IRS va intentar penalitzar a la Universitat Bob Jones per negar-se a permetre cites inter racials. Durant aquest temps, Weyrich va organitzar una campanya per defensar la Universitat i va al·legar que diverses qüestions socials que van ser considerades immorals per diversos conservadors religiosos van justificar la necessitat de donar fi a la intervenció federal en les escoles religioses. Com Balmer va recordar:
| « | Durant el següent descans en les actes de la conferència, vaig arraconar a Weyrich per assegurar-me d'haver-ho escoltat correctament. Va insistir en que, sí, l'acció de 1975 de l'IRS contra la Universitat Bob Jones va ser responsable de la gènesi de la dreta religiosa cap al final dels anys setanta. Què n'hi ha de l'avortament? Després de mobilitzar-se per defensar la Universitat Bob Jones i les seves polítiques racialment discriminatòries, va dir Weyrich, aquests líders evangèlics van realitzar una conferència telefònica per analitzar l'estratègia. Va recordar que algú va suggerir que tenien els ingredients d'un moviment polític més ampli -una cosa que Weyrich havia estat pressionant des del principi- i va preguntar quins altres assumptes podrien abordar. Diversos afiliats van fer suggeriments, i després, segons Weyrich, una veu al final d'una de les línies va dir: «Què n'hi ha de l'avortament?». | » |

Ballmer també va assenyalar a un article de Polític 2014 que el 1968, un simposi patrocinat per la Christian Medical Society and Christianity Today, que era la revista principal evangèlica en aquest moment, va encoratjar «la salut individual, el benestar familiar i la responsabilitat social» com a justificacions per l'avortament i que el 1971, els delegats a la Convenció Baptista del Sud a St. Louis, Missouri, van aprovar una resolució aplaudint els «baptistes del sud a treballar per a una legislació que permetés la possibilitat de l'avortament baix condicionis com ara violació, incest, evidència clara de deformitat fetal severa, i proves curosament comprovades de la probabilitat de dany en la salut emocional, mental i física de la mare». La Convenció Baptista del Sud, amb la qual Weyrich va buscar una forta aliança, va mantenir aquesta resolució fins a 1979.

### Activisme de base
Gran part del poder de la dreta cristiana dintre del sistema polític dels Estats Units s'atribueix a la seva extraordinària taxa de participació en les urnes. Els votants que coexisteixen en la dreta cristiana també estan molt motivats per obtenir un punt de vista sobre temes que els interessen. A més a més d'una alta participació de votants, es pot comptar amb ells per assistir a esdeveniments polítics, tocar portes i distribuir literatura. Els membres de la dreta cristiana estan disposats a fer el treball electoral necessari per veure el seu candidat escollit. A causa del seu alt nivell de devoció, la dreta cristiana no necessita compensar monetàriament a aquestes persones pel seu treball.

### Líders polítics i institucions
Dirigit per Robert Grant grup de defensa de Christian Voice (USA), la Moral Majority de Jerry Falwell, Ed McAteer Religious Roundtable Council, James Dobson Focus on the Family, Paul Weyrich Free Congress Foundation i la Fundació Heritage, i Pat Robertson Christian Broadcasting Network, la nova dreta religiosa va combinar la política conservadora amb les ensenyances evangèliques i fonamentalistes. El naixement de la Nova dreta cristiana, tanmateix, en general es remunta a una reunió de 1979 on es va instar al televangelista Jerry Falwell a crear una organització de «majoria moral». Al 1979, Weyrich era en una discussió amb Falwell quan va remarcar que n'hi havia una «majoria moral» de nord-americans llestos per ésser nomenats a l'acció política. Weyrich més tard va recordar en una entrevista el 2007 amb Milwaukee Journal Sentinel que després que va esmentar el terme «majoria moral», Falwell «va recórrer a la seva gent i va dir: 'aquest és el nom de la nostra organització'.»
Weyrich després dissenyaria una forta unió entre el Partit Republicà i molts cristians culturalment conservadors. Aviat, la majoria moral es va convertir en un terme general per a l'activisme polític conservador d'evangelistes i fonamentalistes com Pat Robertson, James Robison i Jerry Falwell. Howard Schweber, professor de la Universitat de Wisconsin-Madison, escriu que «en les últimes dues dècades», «els polítics catòlics han sorgit com figures destacades en el moviment religiós conservador».

## Institucions als Estats Units

### Organitzacions nacionals
Un dels primers intents de portar el dret cristià a la política dels Estats Units va començar el 1974 quan Robert Grant, un líder del principi del moviment, va fundar American Christian Cause per defensar les ensenyances ideològiques cristianes al sud de Califòrnia. Preocupat perquè els cristians van votar en gran majoria pel president Jimmy Carter el 1976, Grant va expandir el seu moviment i va fundar Christian Voice per reunir els votants cristians darrere els candidats socialment conservadors. Abans de la seva aliança amb Falwell, Weyrich va buscar una aliança amb Grant. Grant i un altre personal de Christian Voice aviat van establir la seva oficina principal en la seu de la Fundació Heritage. Tanmateix, l'aliança entre Weyrich i Grant es va esfondrar el 1978.
El 1989 Pat Robertson va fundar la Coalició Cristiana d'Amèrica (Christian Coalition of Amèrica), basada en la seva carrera presidencial de 1988, amb l'activista republicà Ralph Reed, que es va convertir en el portaveu de la Coalició. El 1992, la coalició nacional Christian Coalition, Inc., amb seu a Virginia Beach, Virgínia, va començar a produir guies per als votants, que va distribuir a les esglésies cristianes conservadores, tant protestants com catòliques, amb la benedicció de l'Arquebisbat de Nova York. Sota el lideratge de Reed i Robertson, la Coalició es va convertir ràpidament en la veu més prominent del moviment conservador cristià, i la seva influència va culminar amb un esforç per recolzar l'elecció d'un cristià conservador per al càrrec presidencial el 1996. A més a més, aplaudint la convergència de la ideologia cristiana conservadora amb qüestions polítiques, com ara la sanitat, l'economia, l'educació i la delinqüència

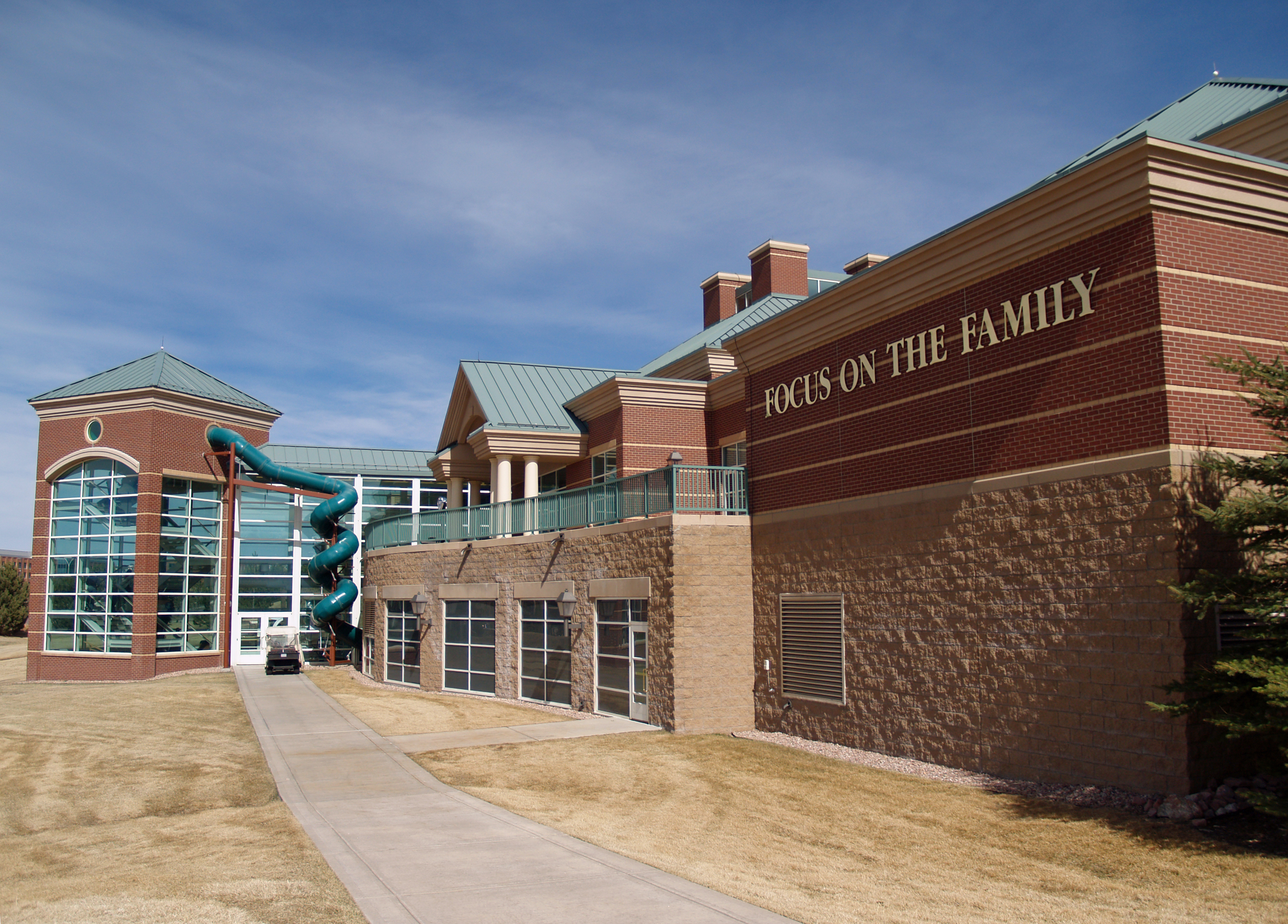
Centre de benvinguda per a visitants de Focus on the Family a Colorado Springs, Colorado.

Activistes polítics van intrigar dins del partit republicà a nivell local i nacional per influir en les plataformes i nominacions dels partits. Més recentment, el grup Focus on the Family de James Dobson, amb seu a Colorado Springs, i el Family Research Council a Washington DC han guanyat enorme respecte per part dels legisladors republicans. Mentre defensa fermament aquests assumptes ideològics, el mateix Dobson és més cautelós amb l'espectre polític i gran part dels recursos del seu grup estan dedicats a altres objectius, com els mitjans de comunicació. Tanmateix, com a ciutadà privat, Dobson ha expressat la seva opinió sobre les eleccions presidencials; el 5 de febrer de 2008, va emetre una declaració i la seva forta decepció amb els candidats republicans.
En un assaig escrit el 1996, Ralph Reed va argumentar en contra de l'absolutisme moral dels líders cristians de dreta, argumentant a favor de la Plataforma del Partit Republicà per emfasitzar la dimensió moral de l'avortament en lloc de posar èmfasi en enderrocar Roe v. Wade. Reed creu que el pragmatisme és la millor manera d'advocar per la dreta cristiana.

### Activitat partidista de les esglésies
Les accions obertament partidistes de les esglésies podrien amenaçar el seu estat exempt d'impostos 501 (c) (3) a causa de l'Esmena Johnson del Codi de Rendes Internes. En un exemple notable, l'ex pastor de la Iglesia Bautista East Waynesville, a Waynesville, Carolina del Nord «li va dir a la congregació que qualsevol que planegés votar pel senador demòcrata John Kerry hauria d'abandonar l'església o penedir-se». L'església més tard va expulsar nou membres que havien votat per Kerry i es van negar a penedir-se, el que va generar crítiques a nivell nacional. El pastor va renunciar i els membres expulsats de l'església van poder regressar.
El Fons de Defensa de l'Aliança va començar la «Iniciativa de Llibertat del Púlpit» el 2008. ADF declara que «l'objectiu de Diumenge de la Llibertat del Púlpit és simple: declarar inconstitucional l'Esmena Johnson i una vegada per sempre eliminar la capacitat de IRS per censurar el que diu un pastor des del púlpit».

### Activitat electoral
Les organitzacions de drets cristians de vegades realitzen enquestes per determinar quins candidats presidencials rebran el suport dels electors de dreta cristiana. Una enquesta d'aquest tipus es pren en el Cimera de votants sobre valors de Family Research Council. L'èxit electoral de George W. Bush es va deure sobre manera amb el seu aclaparador suport dels votants blancs evangèlics, que representen el 23% dels vots. El 2000 va rebre el 68% del vot evangèlic blanc; el 2004 aquest percentatge va augmentar al 78%.

### Educació
L'Home School Legal Defense Association va ser cofundada el 1983 per Michael Farri i Michael Smith, qui més tard establiria el Patrick Henry College. Aquesta organització intenta desafiar les lleis que obstaculitzen la possibilitat que els pares puguin educar els seus fills en la llar i organitzar un grup de famílies heterogènies d'aquest tipus, en]un bloc cohesionat. El nombre de famílies d'educació en la llar ha augmentat en els últims vint anys, i prop del 80 per cent d'aquestes famílies s'identifiquen com evangèlics.
Les principals universitats associades amb la dreta cristiana als Estats Units són:
- Universitat Bob Jones - Institució fonamentalista protestant, fundada el 1927.[48]
- Christendom College - institució catòlica romana, fundada el 1977.[49]
- Liberty University - Institució baptista, fundada el 1971.[50]
- Regent University - Institució cristiana evangèlica, fundada el 1977.[50]

### Mitjans de comunicació
Els mitjans de comunicació han tingut un paper important en el sorgiment de la dreta cristiana des de la dècada de 1920 i han continuat estant una força poderosa per al cristianisme polític en l'actualitat. El paper d'aquests mitjans per a la dreta religiosa ha estat influent en la seva capacitat de connectar audiències cristianes amb la cultura dels Estats Units, al mateix temps que manté la religió en joc com una força tant política com cultural. L'agenda política de la dreta cristiana s'ha difós al públic a través d'una varietat de mitjans de comunicació que inclouen transmissions de ràdio, televisió i literatura. La transmissió religiosa va començar en la dècada de 1920 a través de la ràdio.
Entre els anys 1950 i 1980, la televisió es va convertir en una forma poderosa perquè el dret cristià influís en el públic a través de programes com The 700 Club de Pat Robertson i The Family Channel. Internet també ha ajudat a arribar a una audiència molt més gran. Els llocs web de l'organització tenen un paper important en la popularització de les actituds de la dreta cristiana sobre qüestions culturals i polítiques, i informan als interessats sobre com involucrar-se. La Coalició Cristiana, per exemple, ha usat Internet per informar el públic, així com per vendre mercaderia i reunir membres.

## Opinions

### Ensenyament
La dreta cristiana té fortes opinions sobre com els nens dels Estats Units haurien de ser educats.
Advoca fortament per un sistema d'elecció educativa, fent servir un sistema de cupons escolars, en lloc d'educació pública. Els cupons serien finançats pel govern i podrien bescanviar-se per «una quantitat màxima específica per nen per any si es gasta en serveis educatius aprovats». [53] Aquest mètode permetria als pares determinar a quina escola assisteix el seu fill, alleugerint la càrrega econòmica associada amb les escoles privades. El concepte és popular entre els constituents de les escoles relacionades amb l'església, incloses les afiliades al catolicisme.

### Teoria de l'evolució
La dreta cristiana als Estats Units en general promou l'ensenyament del creacionisme i el disseny intel·ligent en oposició a, o junt amb l'evolució biològica. Alguns partidaris de la dreta cristiana s'han oposat a l'ensenyament de l'evolució en el passat, però no tenien la capacitat d'evitar que s'ensenyés en les escoles públiques com es va fer durant el judici Scopes a Dayton, Tennessee, on un professor de ciències va ser jutjat per ensenyar sobre el tema de l'evolució en una escola pública. Altres «organitzacions de drets cristians van donar suport l'ensenyament del creacionisme, juntament amb l'evolució, en les escoles públiques», promovent específicament l'evolució teista —també coneguda com a creacionisme evolutiu— en què es considera Déu com el creador del procés.
Membres i organitzacions associades amb la dreta cristiana, com el Discovery Institute, van crear i van popularitzar el concepte modern de disseny intel·ligent, que es va fer conegut amb la publicació Of Pandas and People el 1989. El Discovery Institute, a través de la seva iniciativa de disseny intel·ligent nomenat Centre de Ciència i Cultura, ha recolzat l'enfocament d'ensenyar la controvèrsia. Aquest enfocament asseguraria que tant la fortalesa com la debilitat de la teoria de l'evolució es discutirien en el pla d'estudis. L'aclaparadora majoria de la recerca científica, tant als Estats Units com en altres llocs, va concloure que la teoria de l'evolució, utilitzant la definició tècnica de la paraula teoria, és l'única explicació viable del desenvolupament de la vida i una gran majoria de biòlegs recolzen fermament la seva presentació en les classes de ciències de les escoles públiques. Fora dels Estats Units, així com entre els catòlics dels Estats Units i protestants del corrent principal, els conservadors cristians en general han arribat a acceptar la teoria de l'evolució.

### Educació sexual
Alguns grups cristians advoquen per l'eliminació sobre l'educació sexual de les escoles públiques, per l'exclusió voluntària de l'educació sexual integral per part dels pares o per l'educació sexual només per a l'abstinència. El 30 per cent dels programes d'educació sexual dels Estats Units estan basats en l'abstinència. Aquests programes promouen l'abstinència fins al matrimoni com l'única forma de prevenir l'embaràs, les malalties de transmissió sexual i els problemes emocionals que poden sorgir de l'activitat sexual. No hi ha evidència que recolzi l'efectivitat de l'educació sexual només per l'abstinència; múltiples estudis no han pogut trobar cap benefici i també han trobat que pot ésser perjudicial.S'ha trobat que és ineficaç per disminuir el risc de VIH en el món desenvolupat. Així mateix, no disminueix les taxes d'activitat sexual o l'embaràs no desitjat en comparació amb l'educació sexual integral.

### Escolaritat
La dreta cristiana promou l'escolarització a casa i l'educació privada com una alternativa vàlida a l'educació pública per als pares que objecten el contingut que s'ensenya en l'escola. En els últims anys, el percentatge de nens que reben escolarització a casa ha augmentat de l'1.7% de la població estudiantina el 1999 al 2.2% el 2003. Gran part d'aquest augment s'ha atribuït al desig d'incorporar les ensenyances cristianes al pla d'estudis. El 2003, el 72% dels pares que van fer l'escolarització a casa als seus fills, van citar la capacitat de proporcionar instrucció religiosa o moral com la raó per treure els seus fills de les escoles públiques. El cas del Districte Escolar de l'Àrea de Kitzmiller v. Dover va establir que el creacionisme no es pot ensenyar a les escoles públiques i, en resposta, els funcionaris s'han apropiat cada vegada més dels fons públics per a les escoles autònomes que ensenyen plans d'estudis com Educació Cristiana Accelerada.

#### Paper del govern
Els partidaris de la dreta cristiana no tenen una sola actitud] unificada sobre el paper del govern, ja que el moviment és principalment un que advoca pel conservadorisme social; de fet, «les lluites van esclatar en les organitzacions del partit de l'estat» entre els partidaris de la dreta cristiana i d'altres conservadors. Es promou interpretacions conservadores de la Bíblia com la base dels valors morals, i l'aplicació dels mencionats valors per la legislació. Alguns membres de la dreta cristiana, especialment els catòlics, accepten el ferm suport de l'Església Catòlica als sindicats.

#### Separació d'església i estat
La dreta cristiana creu que la separació de l'església i l'estat no és explícita en la Constitució dels Estats Units, creient en canvi que aquesta separació és una creació del que diuen els jutges activistes en el sistema judicial. Als Estats Units, el dret cristià sovint dona suport les seves afirmacions en afirmar que el país va ser «fundat per cristians com una nació cristiana». Els membres de la dreta cristiana prenen la posició que la Clàusula d'Establiment prohibeix al govern federal establir o patrocinar una església estatal —per exemple, l'Església d'Anglaterra—, però no impedeix que el govern reconegui la religió. La dreta cristiana remarca que el terme «separació d'església i estat» es deriva d'una carta escrita per Thomas Jefferson, no de la Constitució mateixa. A més a més, Alliance Defense Fund considera que el concepte de «separació d'església i estat» ha estat utilitzat per la Unió Americana per les Llibertats Civils i els seus aliats per inhibir el reconeixement públic del cristianisme i restringir led llibertats religioses dels cristians.
Per tant, els líders cristians de dreta han argumentat que la Clàusula d'Establiment no prohibeix la presentació de religió a l'esfera pública. Els líders creuen que les institucions públiques haurien de poder ensenyar els Deu Manaments. Aquesta interpretació ha estat repetidament rebutjada pels tribunals, que han trobat que aquestes presentacions violen la Clàusula d'Establiment. Tanmateix, als funcionaris públics se'ls prohibeix usar la seva autoritat en què el principal efecte és «avançar o prohibir la religió», segons la prova de la Cort Suprema de Lemon, i no pot haver-hi un «embolic excessiu amb la religió» i el govern. Alguns, com Bryan Fischer de l'American Family Association, argumenten que la Primera Esmena, que restringeix específicament al Congrés, s'aplica només al Congrés i no als estats. Aquesta posició rebutja la incorporació de la Declaració de Drets.
En general, la dreta cristiana recolza la presència d'institucions religioses dintre del govern i l'esfera pública, i advoca per menys restriccions al finançament governamental per a les institucions benèfiques religioses i les escoles. Tant catòlics com protestants, segons un estudi de 2005 de Gallup, han donat suport l'oració escolar en les escoles públiques.

#### Economia
Els primers fonamentalistes dels Estats Units, com John R. Rice, sovint afavorien l'economia del laissez faire i eren francs crítics del New Deal i més tard de la Gran Societat. La dreta cristiana contemporània recolza les polítiques econòmiques conservadores com les retallades d'impostos i les polítiques socials, co] crèdits fiscals per a nens.

#### L'Orient Mitjà
Molts partidaris protestants evangèlics de la dreta religiosa han donat un fort suport a l'estat d'Israel en les últimes dècades, encoratjant el suport a Israel en el govern dels Estats Units. Alguns han vinculat a Israel amb les profecies bíbliques; per exemple, Ed McAteer, fundador de Moral Majority, va dir: «Crec que estem veient que la profecia es desenvolupa tan ràpida, dramàtica i meravellosament i, sense exagerar, em deixa sense alè».

### Avortament i anticoncepció
La dreta cristiana s'oposa a l'avortament, creient que la vida comença a la concepció i que l'avortament és un assassinat. Per tant, en el moviment han treballat per enderrocar Roe v. Wade, i també han recolzat passos per fer que l'avortament estigui menys disponible. Aquests esforços inclouen prohibicions sobre l'avortament tardà —inclosa la dilatació i extracció intactes—, prohibicions contra el finançament de Medicaid i d'altres fons públics per avortaments electius, eliminació del finançament dels contribuents a organitzacions que brinden serveis d'avortament, legislació que requereix dels pares el consentiment o notificació per avortaments realitzats en menors, proteccions legals per a les víctimes de violència no nascudes i per a bebès nascuts vius després d'avortaments frustrats així com prohibicions de medicaments abortius. Específicament, molts membres catòlics, així com alguns membres conservadors protestants, de la dreta cristiana han fet campanya contra l'anticoncepció.

### Medi Ambient
Segons algunes investigacions de ciències socials, els cristians i els membres de la dreta cristiana acostumen a estar menys preocupats per qüestions de responsabilitat ambiental que el públic en general. [101] [102]

### Biotecnologia
A causa de les opinions de la dreta cristiana respecte de l'ètica i en certa manera a causa de les opinions negatives de l'eugenèsia comuns a la majoria de les ideologies a Amèrica del Nord, s'ha treballat per a la regulació i la restricció d'unes certes aplicacions de la biotecnologia. En particular, la dreta cristiana s'oposa a la clonació humana terapèutica i reproductiva, defensant la prohibició de les Nacions Unides el 2005, i la recerca amb cèl·lules mare d'embrions humans, que implica l'extracció d'una o més cèl·lules d'un embrió humà.

### Sexe i sexualitat
Les arrels modernes dels punts de vista de la dreta cristiana sobre assumptes sexuals van ser | evidents en]la dècada de 1950, un període en què molts conservadors cristians als Estats Units van veure la promiscuïtat sexual no només com excessiva, sinó com una amenaça a la seva visió ideal del país. A partir de la dècada de 1970, les protestes cristianes conservadores contra la promiscuïtat van començar a sorgir, principalment com una reacció als «seixanta permissius» i una prominència emergent dels drets sexuals derivats de Roe v Wade i el moviment pels drets dels homosexuals. La dreta cristiana va procedir a fer dels temes de sexualitat una causa política prioritària. Defensant-se a ella mateixa com la «consciència proclamada de la societat dels Estats Units». Durant la dècada de 1980, el moviment va ser gran part rebutjat pels experts polítics i els principals líders religiosos com «una col·lecció de bufons». Més tard, va tornar a sorgir, millor organitzada i més centrada, prenent posicions ferms contra l'avortament, la pornografia, la desviació sexual i el feminisme extrem.{ Una gran quantitat de cristians consideren que el matrimoni entre persones del mateix sexe és un tema central a les guerres culturals, més que d'altres assumptes relacionats amb els drets dels homosexuals i també més que l'avortament.
La legalització del matrimoni entre persones del mateix sexe a Massachusetts el 2004 va canviar la dreta cristiana, fent que posi la seva oposició a aquests matrimonis per damunt de la majoria dels altres assumptes. També va crear coalicions inter racials i ecumèniques fins ara desconegudes, i va estimular noves activitats electorals e] pastors i congregacions.

## Crítica
Les crítiques a la dreta cristiana sovint provenen de cristians que creuen que el missatge de Jesús es va centrar en la responsabilitat social i la justícia social. El teòleg Michael Lerner ha resumit: «L'aliança profana del Dret polític i el dret religiós amenaça en destruir l'Amèrica que estimem. També amenaça en generar una repulsió contra Déu i la religió en identificar-los amb el militarisme, la irresponsabilitat ecològica, l'antagonisme fonamentalista amb la ciència i el pensament racional, i la insensibilitat a les necessitats dels pobres i els febles». Els comentaristes de tots els costats com Rob Schenck, Randall Balmer i Charles M. Blow van criticar la dreta cristiana per la seva tolerància i abraçada a Donald Trump durant les eleccions presidencials de 2016 encara que Trump no es va adherir a cap dels principis propugnats pels grups de dreta cristiana durant dècades.

### Interpretació del cristianisme
Un argument que qüestiona la legitimitat de la dreta cristiana postula que Jesucrist pot ser considerat un esquerra a l'espectre polític modern. Els defensors de l'esquerra cristiana sostenen que la preocupació de Jesús pels pobres i l'alimentació del qui té fam, entre altres coses, són atributs essencials del socialisme modern i de la justícia social. Tanmateix, d'altres afirmen que encara que la preocupació de Jesús pels pobres i famèlics és virtuosa, i que els individus tenen l'obligació moral d'ajudar els altres, això no significa que el govern en tingui un. Alguns critiquen el que veuen com una politització del cristianisme perquè diuen que Jesús transcendeix els nostres conceptes polítics. Mikhail Gorbachev es va referir a Jesús com «el primer socialista».

### Prejudicis ètnics
Les conclusions d'una revisió de 112 estudis sobre la fe cristiana i els prejudicis ètnics van ser resumides per un estudi de 1980 com que «els protestants blancs associats amb grups que posseeixen sistemes de creences fonamentalistes en general són més prejudiciosos que els membres de grups no fonamentalistes, amb blancs no religiosos exhibint menys prejudici». La revisió original va trobar que les seves conclusions es van mantenir «independentment de quan es van cursar els estudis, a qui van arribar les dades, la regió on es van recopilar les dades o el tipus de prejudici estudiat». Més recentment, el 2003, vuit estudis van trobar una correlació positiva entre fonamentalisme i prejudici, utilitzant diferents mesures de fonamentalisme.
Diversos membres prominents de la dreta cristiana, incloent Jerry Falwell i Rousas John Rushdoony, al passat van donar suport a la segregació, amb Falwell argumentant en un sermó de 1958 que la integració conduiria a la destrucció de la raça blanca.

A Thy Kingdom Come, Randall Balmer relata els comentaris que Paul M. Weyrich, a qui descriu com «un dels arquitectes de la dreta religiosa cap del final de la dècada de 1970», va fer en una conferència, patrocinada per una organització de Dretteligiós, que tots dos van assistir a Washington el 1990:
| « | Al transcurs d'una de les sessions, Weyrich va tractar de posar el punt i final als seus germans de la dreta religiosa. Recordem, va dir animat, que la dreta religiosa no es va unir en resposta a la decisió de Roe. No, va insistir Weyrich, el que ens va impulsar com a moviment polític va ser l'intent per part del Servei de Rendes Internes (IRS) de rescindir l'estatus d'exempció d'impostos de la Universitat Bob Jones a causa de les seves polítiques racialment discriminatòries. | » |

### Drets LGBT
Mentre que la dreta cristiana als Estats Units s'oposa a la progressió dels drets LGBT, d'altres moviments cristians han adoptat un enfocament més indulgent sobre això, argumentant que els textos bíblics només s'oposen a tipus específics de comportament sexual divergent, com la pederàstia, és a dir, la sodomia de joves per homes grans.

### Terme «dominionisme»
Alguns científics socials han usat la paraula «dominionisme" per referir-se a l'adherència a la Teologia del Domini, així com a la influència en e] Dret cristià més ampli de les idees inspirades en la Teologia del Domini. Encara que aquesta influència —particularment del reconstruccionisme— ha estat descrita per molts autors,adherents plens al Reconstruccionisme són pocs i marginats entre els cristians conservadors. A començaments de la dècada de 1990, la sociòloga Sara Diamond,. va definir el domini en la seva dissertació de doctorat, com un moviment que, encara que inclou Dominion Theology i Reconstructionism com a subconjunts, té un abast molt més ampli, que s'estén a gran part de la dreta cristiana. Va ser seguida per periodistes com a Frederick Clarkson, i Chris Hedges, i d'altres que han emfasitzat la influència de les idees dominionistes sobre la dreta cristiana.
Els termes «dominionista» i «dominionisme» rara vegada s'usen per a l'autodescripció, i el seu ús ha estat atacat des de diversos angles. El periodista Anthony Williams va denunciar que el seu propòsit és «desprestigiar al Partit Republicà com el de la teocràcia domèstica, maleïts siguin els fets». Stanley Kurtz ho va qualificar com ara «ximplesa conspirativa», «paranoia política» i «culpabilitat per associació».
Altres crítiques s'han centrat en l'ús adequat del terme. Berlet va escriure que «alguns crítics de la dreta cristiana han estès el terme dominionisme més enllà del seu punt de ruptura», i va argumentar que, en lloc d'etiquetar als conservadors com a extremistes, seria millor «parlar amb aquesta gent» i «comprometre'ls». Sara Diamond va escriure que «l'escriptura de liberals sobre els plans de presa de control de la dreta cristiana en general ha pres la forma de teoria de la conspiració», i va argumentar que en lloc seu un hauria d'«analitzar les formes subtils» que prenen les idees com dominionisme «mantenir dintre dels moviments i per què».
Dan Olinger, professor de la Universitat fonamentalista Bob Jones a Greenville, va dir: «Volem ésser bons ciutadans i participants, però no estem realment interessats en usar el puny de ferro de la llei per obligar les persones a tot el que els cristians haurien de fer». Bob Marcaurelle, pastor interí de Mountain Springs Baptist Church a Piedmont, va dir que l'edat mitjana era prova suficient que els grups dominants cristians gairebé sempre estan corromputs pel poder. Marcuelle es va preguntar: «Quan el cristianisme es converteix en el govern, la pregunta és de qui és el cristianisme?»

## Moviments fora dels Estats Units
Encara que la dreta cristiana és un moviment fort als Estats Units, també té presència al Canadà. Alan Curtis suggereix que la dreta cristiana dels Estats Units "és un fenomen que és molt difícil d'entendre per als europeus». Robin Pettitt, professor en la Universitat de Kingston de Londres, afirma, tanmateix, que a l'igual de la dreta cristiana als Estats Units, els moviments democratacristians a Europa i l'Amèrica Llatina estan «igualment impulsats pel debat sobre el paper de l'estat i l'església en la vida política, social i moral».

### Canadà
La religió ha estat un factor clau en la política canadenca des de molt abans de la Confederació Canadenca de 1867, quan els conservadors eren el partit de catòlics i anglicans tradicionalistes i els liberals eren el partit dels dissidents protestants i els catòlics anticlericals. Aquest patró va romandre en gran part fins a mitjan segle XX quan va sorgir una nova divisió entre l'esquerra cristiana —representada per la filosofia de l'Evangeli social i l'ecumenisme— i la dreta cristiana —representada pel fonamentalisme i la literalitat bíblica. L'esquerra cristiana —juntament amb l'esquerra secular i antireligiosa— es van convertir en partidaris del Nou Partit Democràtic, mentre que la dreta es va traslladar al Partit del Crèdit Social, especialment a l'oest del Canadà, i en més petita mesura als Conservadors Progressistes.
Canadà ha tingut una Carta de Drets i Llibertats des que es va promulgar la Constitució canadenca el 1982. Com a resultat, s'han produït canvis importants en l'aplicació de la llei en qüestions que afecten els drets dels grups individuals i minoritaris. Els avortaments van ser completament despenalitzats el 1988 i el 1993. Una sèrie de decisions de tribunals superiors provincials que van permetre el matrimoni entre persones del mateix sexe van portar al govern federal a introduir una legislació que va introduir el matrimoni entre persones del mateix sexe a tot el Canadà. L'ex primer ministre conservador Stephen Harper va declarar abans d'assumir el càrrec que hi hauria una votació lliure sobre el tema, però va declarar l'assumpte tancat després d'una votació en la Cambra dels Comuns del Canadà el 2006.

### Països Baixos
Als Països Baixos, els protestants calvinistes tenen des de fa molt de temps els seus propis partits polítics, que ara es diuen el Partit Polític Reformat (SGP) a la dreta, i la Unió Cristiana (CU) en el centre. Durant generacions van operar els seus propis diaris i associació de radiodifusió. L'SGP té al voltant de 28,000 membres i tres membres del parlament, dels 150. Sempre ha estat a oposició al govern. L'SGP va ajudar el govern holandès a promulgar lleis a través dela Segona Cámara 2010-2012. A canvi, el govern no va augmentar el nombre de diumenges en què es permet comprar.

### Altres països
A Irlanda del Nord, Ian Paisley va dirigir un partit fonamentalista protestant, el Partit Unionista Democràtic, que va tenir una influència considerable en la cultura de la província. Karen Armstrong ha esmentat el líder evangèlic anglès Colin Urquhart com a defensor de posicions similars a la dreta cristiana. Alguns dels membres del Partit Conservador també recolzen alguns dels valors de la dreta cristiana.
A Austràlia, el cristianisme fonamentalista és la base per a Fred Nile i el seu Partit Demòcrata Cristià, així com per al Family First Party. Nile el 1967-1968 va ser Director Assistent de Billy Graham Crusade a Sydney. Ambdues parts promouen el conservadorisme social, s'oposen als drets dels homosexuals i l'avortament. Alguns membres del partit de la Coalició del Partit Liberal i Nacional i el Partit Laborista Australià també donen suport alguns dels valors de la dreta cristiana sobre l'avortament i els drets dels homosexuals. L'organització Australian Christian Lobby advoca per l'oposició al matrimoni entre persones del mateix sexe en la política estatal i federal.
A les Filipines, a causa de la colonització espanyola i la introducció de l'Església Catòlica, el conservadorisme religiós té una gran influència a les polítiques nacionals.
La Unió Democràtica Federal de Suïssa és un petit partit conservador protestant amb aproximadament l'1% dels vots.